# Нікітченко Іван Миколайович
Іва́н Микола́йович Нікі́тченко (10 січня 1939, село Горіци, Погарський район, Орловська область — 20 листопада 2010, Молодечно) — білоруський учений у галузі селекції тварин. Член-кореспондент Національної академії наук Білорусі (1986), доктор сільськогосподарських наук (1979), професор (1981).

## Біографія
Закінчив Вітебський ветеринарний інститут (1960). З 1968 року науковий співробітник, завідувач сектору, керівник селекційного центру Білоруського НДІ тваринництва. Лауреат державної премії СРСР (1982). З 1986 заступник голови Держагропрому БРСР, з 1991 — генеральний директор НДІ «Агронаука». З 1993 року — віце-президент Національного центру стратегічних досліджень. Депутат Верховної Ради БРСР (1985-1990).
19 листопада 2010 року о 14:45 на власному авто зіткнувся з вантажівкою «ЗІЛ», яка належить РУП «Ремонтно-будівельний трест» Управління справами президента Білорусі. Вченого доправили до лікарні міста Молодечно, де він помер о 2-й годині ночі на 20 листопада. Похований на Північному цвинтарі в Мінську.

## Суспільно-політична діяльність
Член партії БНФ. У першій половині 1990-х входив до складу тіньового кабінету опозиції БНФ у Верховній Раді XII скликання.
Довгий час очолював оргкомітети з проведення «Чорнобильського шляху». Критикував плани будівництва в Білорусі атомної електростанції.
Під час президентської виборчої кампанії 2010 року увійшов до числа довірених осіб кандидата в президенти від партії «Білоруська християнська демократія» Віталія Римашевського. Цей крок пояснював тим, що саме В. Римашевський віддає найбільшу увагу питанням подолання наслідків Чорнобильської аварії.

## Наукова діяльність
Досліджував генетико-математичні методи аналізу селекційної роботи та автоматизованих систем управління в племінному тваринництві. Розробив прогнозні індекси обміну речовин, методи прогнозування продуктивності та генетичної схильності тварин до захворювань та стресів.
Мав понад 280 наукових праць, у тому числі 6 монографій, 5 винаходів.
Основні роботи:
- Системы ведения сельского хозяйства Белорусской ССР. Мн.: Урожай, 1986 (в соавт.).
- Гетерозис в свиноводстве. Л..: Агропромиздат, 1987.
- Адаптация, стрессы и продуктивность сельскохозяйственных животных. Мн.: Урожай, 1988 (в соавт.).
- Энциклопедия сельского хозяина. Мн.: БелЭн, 1994.
- Чернобыль: как это было. Мн., 1999.